# Xô viết Liên bang
Xô viết Liên bang (tiếng Nga: Совет Союза) hay còn được gọi Xô viết Liên bang Xô viết Tối cao Liên Xô (tiếng Nga: Совет Союза Верховного Совета СССР) là một viện của Xô viết Tối cao Liên Xô. Được thành lập theo Hiến pháp Liên Xô năm 1936. Chính thức hoạt động năm 1938.
Xô viết Liên bang có quyền hạn tương tự như Xô viết Quốc gia. Theo Nghị định tại Liên Xô ban hành ngày 5/9/1991 "là cơ quan nhà nước tối cao và quản lý Liên Xô trong thời gian quá độ".
Xô viết Liên bang được bầu trên cơ sở phổ thông đầu phiếu, bình đẳng và trực tiếp bằng phiếu kín phù hợp với các nguyên tắc dân chủ Liên Xô, đồng thời với quy định một đại biểu đại diện cho 300.000 người.
Từ triệu tập thứ 1-11 (1937-1989), đã được bầu bằng phiếu kín trực tiếp trong bầu cử đại biểu theo hệ thống đa nguyên. Từ triệu tập thứ 12 (1989-1991) được bầu do Đại hội Đại biểu Nhân dân Liên Xô.
Khác với Xô viết Quốc gia, Xô viết Liên bang đại diện cho tất cả người dân Liên Xô không phân biệt vùng đất hay dân tộc. Xô viết Liên bang bầu Chủ tịch và 4 Phó Chủ tịch để lãnh đạo viện.

## Số lượng thành viên
Theo Hiến pháp Liên Xô 1936 quy định mỗi đại biểu đại diện cho 300.000 người dân.
- Triệu tập 1 - 490 đại biểu (147.027.915/300.000 dân).
- Triệu tập 2-5 - 569 đại biểu (170.557.093/300.000 dân).
- Triệu tập 6-8 - 696 đại biểu (208.826.650/300.000 dân).
- Triệu tập 9 - 806 đại biểu (241.720.134/300.000 dân).

Theo Hiến pháp 1977, số lượng đại biểu Xô viết Liên bang bằng với số lượng đại biểu của Xô viết Quốc gia.
- Triệu tập 10-11 - 750 đại biểu.
- Triệu tập 12 - 271 đại biểu.

## Chủ tịch Xô viết Liên bang
Chủ tịch Xô viết Liên bang là chủ tọa phiên họp của Xô viết Liên bang và giải quyết công việc tại viện.

### Dach sách Chủ tịch Xô viết Liên bang
| Họ và tên              | Bắt đầu    | Kết thúc   |
| ---------------------- | ---------- | ---------- |
| Andrey Andreyev        | 12/1/1938  | 10/2/1946  |
| Andrei Zhdanov         | 12/3/1946  | 25/2/1947  |
| Ivan Parfenov          | 25/2/1947  | 12/6/1950  |
| Mikhail Yasnov         | 12/6/1950  | 14/7/1956  |
| Alexander Volkov       | 20/4/1954  | 14/7/1956  |
| Pavel Lobanov          | 14/7/1956  | 18/3/1962  |
| Ivan Spiridonov        | 18/3/1962  | 14/6/1970  |
| Alexey Shitikov        | 14/6/1970  | 11/4/1984  |
| Lev Tolkunov           | 11/4/1984  | 24/5/1988  |
| Yury Khristoradnov     | 24/5/1988  | 25/5/1989  |
| Yevgeny Primakov       | 3/6/1989   | 28/3/1990  |
| Ivan Laptev            | 28/3/1990  | 21/10/1991 |
| Konstantin Lubenchenko | 21/10/1991 | 2/1/1992   |

## Ủy ban
Xô Viêt Liên bang gồm có những Ủy ban sau:
- Ủy ban Thường vụ
- Ủy ban Thẩm tra tư cách đại biểu
- Ủy ban Tư pháp
- Ủy ban Ngoại giao
- Ủy ban Dự toán kế hoạch
- Ủy ban Công nghiệp
- Ủy ban Năng lượng nguyên tử
- Ủy ban Giao thông và Bưu chính
- Ủy ban Kiến trúc và vật liệu xây dựng
- Ủy ban Hợp tác Công nông
- Ủy ban Khoa học kỹ thuật
- Ủy ban Sự nghiệp Thành thị và sự nghiệp Công cộng, Nhà ở
- Ủy ban Y tế và hỗ trợ xã hội
- Ủy ban Văn hóa Giáo dục Quốc dân
- Ủy ban công tác lao động phụ nữ và bảo vệ bà mẹ, trẻ em
- Ủy ban Thanh niên
- Ủy ban bảo tồn thiên nhiên và sử dụng hợp lý tài nguyên thiên nhiên
- Ủy ban hàng tiêu dùng và dịch vụ thiết yếu